# 夫婦一生
「夫婦一生」（ふうふいっしょう）は、2010年1月1日に発売された北島三郎のシングル。

## 概要
- 2010年元旦にリリースされたシングル。
- ソロでは史上最年長記録となる73歳3ヶ月（当時）でオリコンチャートトップ10入りを果たした。
- 2010年10月10日には、CD出荷枚数が10万枚を突破したとのレコード会社の申請に基づき、日本レコード協会からゴールドディスクの認定を受けた。ゴールドディスク認定を受けるのは自身初[1]。また74歳でのゴールドディスク認定は、日本における最年長記録である[2]。
- 数々のヒット曲を持つ北島であるが、1969年発売の「仁義」から長きに渡ってオリコンシングルチャートの総合ベスト10入りを果たせなかった。それを本作で達成した事になるが、同チャート10位以内のインターバル（1969年7月21日〜2010年1月11日）は40年5か月間と、現在の史上最長記録である。

## 収録曲
全曲 作曲：原譲二／編曲：前田俊明
1. 夫婦一生
  - 作詞：仁井谷俊也
2. 桜月夜
  - 作詞：麻こよみ
3. 夫婦一生 (オリジナル・カラオケ)
4. 桜月夜 (オリジナル・カラオケ)